# Meadow Lake (Novo México)
Meadow Lake é uma Região censo-designada localizada no estado americano de Novo México, no Condado de Valencia.

## Demografia
Segundo o censo americano de 2000, a sua população era de 4491 habitantes.

## Geografia
De acordo com o United States Census Bureau tem uma área de 25,0 km², dos quais 25,0 km² cobertos por terra e 0,0 km² cobertos por água.

## Localidades na vizinhança
O diagrama seguinte representa as localidades num raio de 16 km ao redor de Meadow Lake.